# Spomenik bandeirantom
Spomenik bandeirantom (portugalsko Monumento às Bandeiras) je spomenik v brazilskem mestu São Paulo. Stoji na eliptični ulici Praça Armando de Sales Oliveira, neposredno severno od Parque do Ibirapuera. Oblikoval ga je italijansko-brazilski kipar Victorja Brechereta.

## Zgodovina
Gradnja spomenika se je začela leta 1921 pod takratnim guvernerjem zvezne države São Paulo in kasnejšim brazilskim predsednikom Washingtonom Luísom Pereiro de Souso. Zgradili naj bi ga ob 100. obletnici neodvisnosti Brazilije od Portugalske. Krize in prevzem oblasti Getúlia Vargasa leta 1930 so odložili dokončanje. Končno so ga slovesno odprli leta 1954 ob 400. obletnici ustanovitve mesta.
Spomenik je posvečen bandeirantom. Oblikovali so ekspedicijske ekipe, sestavljene iz portugalskih in afriških ter avtohtonih sužnjev, ki so od 17. stoletja dalje raziskovali in razvijali brazilsko notranjost v iskanju gradbenih in obdelovalnih površin, rudnih bogastev in drugih sužnjev. Preselili so se ob rekah do Río de la Plata in Amazonke. Veliko bandeirantov je zapustilo São Paulo.

## Opis
12 m visok, 8,40 m širok in 43 m dolg ekspresionistični spomenik iz sivega granita stoji na osi Avenida Pedro Álvares Cabral / Avenida Brasil, kar daje vtis, kot da se skupina premika proti severu po ulici. Poleg tega vsebuje 240 granitnih blokov, ki tehtajo po 50 ton. Vrsto ljudi vodita dva moža na konju. Sledijo jim drugi moški in ženska z dojenčkom v naročju. Vsi liki so večinoma goli. Iz njihove fiziognomije lahko razberete, da gre za različne etnične skupine. Zadnja polovica je sestavljena iz kanuja, ki ga vleče skupina. Križni obeski okoli vratu sužnjev se nanašajo tudi na misijonarsko delo staroselcev. Ob nogah konjev je v granit vgraviran zemljevid Brazilije, ki prikazuje poti bandeirantov v notranjost države, ki jih je narisal Affonso de E. Taunay. Dodatne hvalnice bandeirantov so še okoli podstavka.

## Javna percepcija
Znana je urbana legenda o spomeniku, popularno imenovanem Empurra-Empurra (»potisni-potisni«), kot ironična aluzija na dejstvo, da se čoln ne premika naprej kljub uporabljeni sili. Ime Deixa que eu empurro (»Naj potisnem«) se nanaša na dejstvo, da očitno samo oseba zadaj aktivno sodeluje pri transportu čolna s potiskanjem. Vrvi drugih figur niso napete.
Spomenik je zelo prisoten tudi v mestni krajini. Za svetovno prvenstvo 2014 je bil osvetljen v zeleni in rumeni barvi. 26. aprila 2017 so liki dobili zaščito sluha, da bi opozorili na onesnaženje s hrupom v velikih mestih. 12. maja 2020 so na pobudo državne in mestne vlade so Monumento in 15 drugih spomenikov v São Paulu dobili kirurške maske, da bi opozorili na njihove prednosti v povezavi s pandemijo COVID-a 19. Zaradi izjemno visokega števila okužb je bila v São Paulu od 7. maja 2020 obvezna tudi uporaba mask v javnih prostorih.

## Kritika
Monumento às Bandeiras je bil skupaj z drugimi spomeniki v zadnjih letih večkrat deležen kritik. Brazilsko domorodno prebivalstvo vidi spomenike kot žalitev, ker ignorirajo prelivanje krvi in izkoriščanje svojih prednikov, storilce pa prikazujejo kot junake. Oktobra 2013 so spomenik premazali z rdečo barvo, da bi opozorili na prelito kri staroselcev.
Ponovno so se pojavile kritike v zvezi z umorom Georgea Floyda in gibanjem Black Lives Matter. Kmalu po tem, ko je med protestom 24. julija 2021 zagorel spomenik Bandeirante Borba Gato, je brazilski novičarski portal Universo Online objavil seznam 14 spomenikov v São Paulu, ki zdaj veljajo za moralno sporne.
Kritike povzročajo tudi stroški čiščenja, ki so posledica večkratnega vandalizma. Oktobra 2016 so stroški čiščenja, ki jih je imelo mesto po drugem napadu barve, znašali 37.000 realov (približno 6000 €).